# ألفرد فروليش
ألفرد فروليش (بالألمانية: Alfred Fröhlich)‏ هو عالم أدوية نمساوي، ولد في 15 أغسطس 1871 في فيينا في النمسا، وتوفي في 22 مارس 1953 في سينسيناتي في الولايات المتحدة.

## وصلات خارجية
- ألفرد فروليش على موقع الموسوعة البريطانية (الإنجليزية)